# مونيكا غيريتوري
مونيكا غيريتوري (بالإيطالية: Monica Guerritore)‏ هي ممثلة سينما وتلفزيون إيطالية ولدت في يوم 5 يناير 1958 في مدينة روما عاصمة إيطاليا، بدأت التمثيل في سنة 1973.

## روابط خارجية
- مونيكا غيريتوري على موقع IMDb (الإنجليزية)
- مونيكا غيريتوري على موقع ألو سيني (الفرنسية)
- مونيكا غيريتوري على موقع ميوزك برينز (الإنجليزية)
- مونيكا غيريتوري على موقع أول موفي (الإنجليزية)
- مونيكا غيريتوري على موقع قاعدة بيانات الأفلام السويدية (السويدية)
- مونيكا غيريتوري على موقع ديسكوغز (الإنجليزية)
- مونيكا غيريتوري على موقع قاعدة بيانات الفيلم (الإنجليزية)
- مونيكا غيريتوري على موقع كينوبويسك (الروسية)